# Juan Ruiz de Apodaca

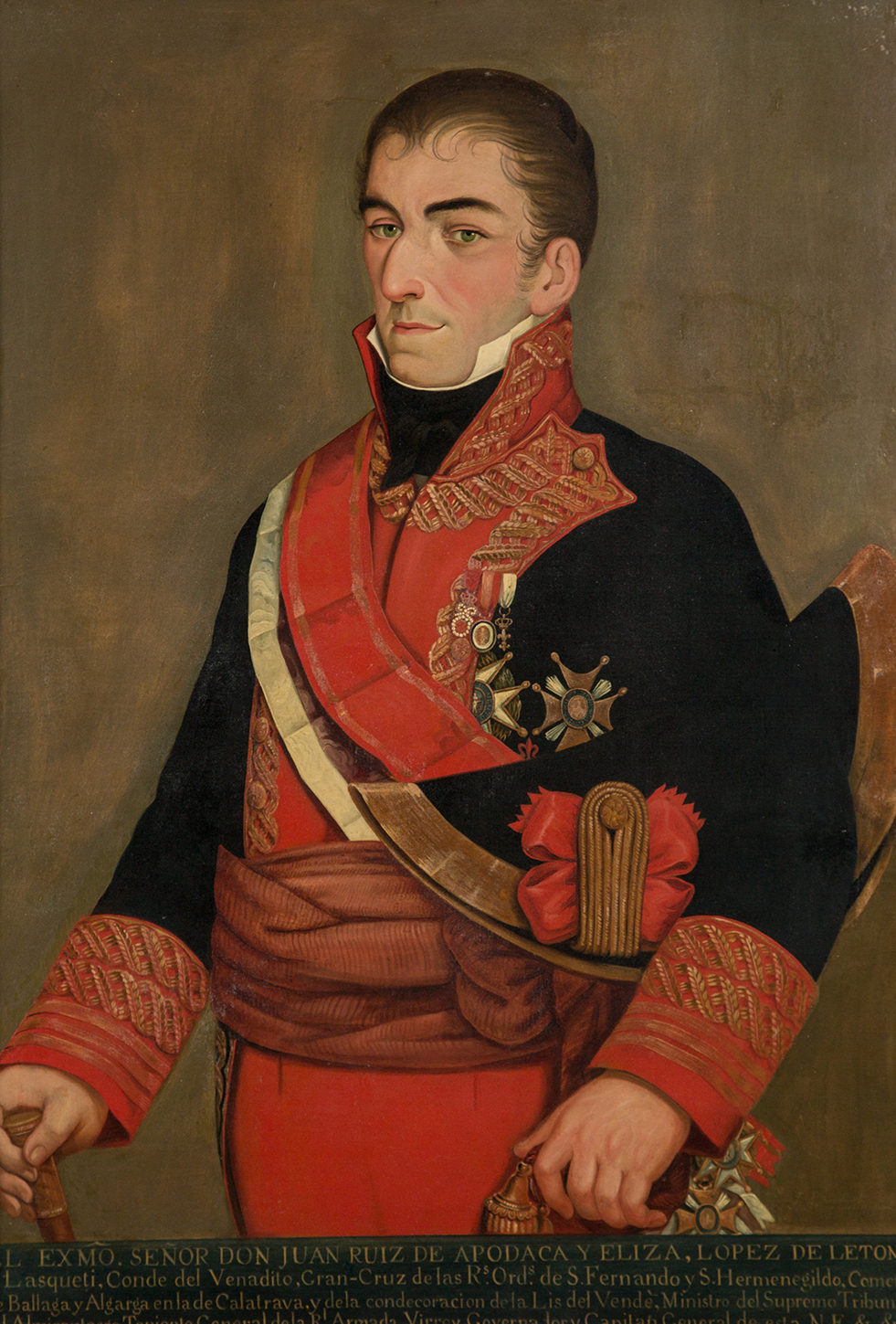
Juan Ruiz de Apodaca

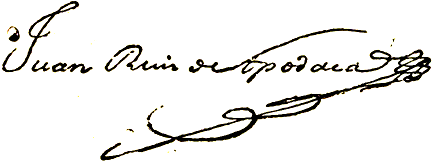
Unterschrift von Juan José Ruiz de Apodaca y Eliza

Juan José Ruiz de Apodaca y Eliza, Graf (spanisch: Conde) von Venadito, (* 3. Februar 1754 in Cádiz, Andalusien, Spanien; † 11. Januar 1835 in Madrid, Spanien) war ein spanischer Marineoffizier, der als Gouverneur von Kuba und Vizekönig von Neuspanien amtierte.

## Leben

### Militärkarriere in Europa
Juan Ruiz de Apodaca wurde als Sohn einer wohlhabenden Kaufmannsfamilie aus dem Baskenland geboren. Im Alter von 13 Jahren trat er als Seekadett in den Dienst der spanischen Marine. Mit 18 wurde er 1772 zum Leutnant befördert, 1774 wechselte er nach Peru, wo er kartografische Vermessungen vornahm.
Mit dem Kriegseintritt der Spanier gegen England kehrte er nach Europa zurück, wurde 1781 zum Fregattenkapitän befördert und nahm an der Belagerung von Gibraltar teil. Anschließend diente er auf den Begleitschiffen im transatlantischen Schiffsverkehr.
Nach der Überfahrt eines Geleitzuges auf die Philippinen wurde er zum Kapitän befördert; im Ersten Koalitionskrieg kämpfte er bei der Belagerung von Toulon (1793).
In der Folgezeit nahm er immer wieder an militärischen Aktionen teil, etwa der Belagerung der Ciutadella de Roses, bei Expeditionen gegen die Berber und erneut gegen England. 1802 wurde er zum Brigadegeneral und Flottenkommandeur befördert. Von 1803 bis 1807 befehligte er die Anlagen des Arsenal de La Carraca bei Cádiz.
Er heiratete Rosa Gastón de Iriarce y Navarrete, die aus Navarra stammte.

### Einsätze im Krieg gegen Napoleon Bonaparte
Als Napoléon Bonaparte 1808 Spanien besetzte, um seinen Bruder Joseph Bonaparte anstelle von Ferdinand VII. zum König zu erheben, war Juan Ruiz de Apodaca kommandierender General der spanischen Ozeanflotte, die nach der Schlacht von Trafalgar stark dezimiert und kaum handlungsfähig war. In der Bucht von Cádiz kam es zu einem Seegefecht mit der französischen Flotte unter Admiral François Étienne de Rosily-Mesros, welche die Franzosen für sich entscheiden konnten. Wenige Tage später errangen die Spanier bei der Schlacht bei Bailén zu Lande den entscheidenden Sieg gegen die Bonapartisten. Trotz der Niederlage wurde Apodaca kurz darauf zum Generalleutnant befördert.
Im Juni 1808 entsandte ihn die Junta Suprema Central als Gesandten nach London. Dort bereitete er den Friedens- und Beistandsvertrag zwischen England und dem ferdinandtreuen Spanien aus, den auf britischer Seite George Canning vertrat. Er blieb bis 1812 in London; während dieser Zeit gelang es ihm, das Embargo auf spanische Waren zu beenden und die in Dänemark festgesetzten Truppen unter Befehl von Pedro Caro y Sureda, marqués de la Romana, nach Spanien heimzuholen.

### Amtszeit als Gouverneur von Kuba
Im Februar 1812 ging er nach Cádiz und wurde dort zum Gouverneur und Generalkapitän von Kuba berufen. Er rief die Verfassung von Cádiz aus, die 1812 von den Cortes von Cádiz erlassen worden war und setzte deren Vorgaben auf Kuba um.
Gemeinsam mit dem neuspanischen Vizekönig Félix María Calleja del Rey und dem spanischen Botschafter bei den Vereinigten Staaten, Luis de Onís, versuchte er von Kuba aus die auswärtige Unterstützung der Aufständischen in Mexiko von Texas, Arizona und New Mexico aus zu unterbinden.
Als 1814 Ferdinand VII. aus dem französischen Exil nach Spanien zurückkehrte und Spanien wieder absolutistisch regierte, folgte Juan Ruiz de Apodaca den neuen Vorgaben und hob die liberalen Gesetze auf.
Unter Apodacas Herrschaft blühte Handel und Wirtschaft in Kuba auf; die Staatseinnahmen stiegen und sowohl der Zuckeranbau als auch der Schiffsbau nahmen zu. Apodaca wandte sich gegen eine Schließung des Hafens von Havanna für ausländische Schiffe.
1816 übergab er die Macht in Kuba an seinen Nachfolger José Cienfuegos und machte er sich daran, nach Europa zurückzukehren, als ihn der königliche Befehl erreichte, Félix Calleja als Vizekönig in Mexiko abzulösen. Apodaca erreichte Veracruz Anfang September 1816.

### Amtszeit als Vizekönig von Neuspanien
Durch die militärischen Erfolge seines Vorgängers waren die Rebellen im Unabhängigkeitskrieg geschwächt, ihr Anführer José María Morelos tot und der Kongress in Auflösung. Apodaca nutzte die Gelegenheit, die Kolonie zu befrieden und erließ im Januar 1817 einen umfassenden Gnadenerlass, während er zugleich neue Truppen aus Europa erhielt.
Im April 1817 landete der spanische Liberale Francisco Javier Mina mit rund 300 Freiwilligen in Mexiko. Er verbündete sich im Norden der Kolonie mit Aufständischen unter Pedro Moreno und marschierte südwärts. Apodaca entsandte ein Heer unter dem Kommando von Feldmarschall Pascual Liñán, um die Rebellen aufzuhalten. Im November gelang es den Royalisten, Mina gefangen zu nehmen; er wurde standrechtlich erschossen.
Apodaca wurde zum Dank vom König zum Grafen von Venadito geadelt; Venadito war der Name der Hacienda, in der Mina ergriffen worden war. Die Bezeichnung des Grafentitels löste Erheiterung in Mexiko aus. Apodaca erhielt weitere Ehrungen, er wurde in den Orden von Calatrava sowie den Orden Karls III. und den Orden vom Goldenen Vlies aufgenommen.
Mit dem Ende der napoleonischen Bedrohung zerbrach auch die Koalition, in der Spanien Unterstützung gefunden hatte. England, Frankreich und die Vereinigten Staaten hatten kein Interesse, die spanischen Kolonialinteressen in Lateinamerika zu stärken. Es kam immer wieder zu Übergriffen seitens der Amerikaner in den spanischen Territorien in Texas und in Florida. 1819 trat Spanien im Adams-Onís-Vertrag Florida an die USA ab und verzichtete auf seine Ansprüche in Oregon; im Gegenzug beließen die Vereinigten Staaten den Spaniern Texas.

### Liberale Revolution in Spanien und Sturz Apodacas als Vizekönig
Im Januar 1820 revoltierten in Spanien liberale Konstitutionalisten gegen den absolutistisch regierenden König. Ferdinand VII. wurde gezwungen, die Verfassung von 1812 wieder einzusetzen; es begann ein dreijähriges liberales Intermezzo, das Trienio Liberal. Vizekönig Apodaca sollte die Verfassung in Neuspanien verkünden, zögerte aber bis August damit, die Kommunalvertreter und anderen verfassungsgemäßen Institutionen wieder einzurichten.
Diese Wendung gab der Unabhängigkeitsbewegung neuen Auftrieb. Vicente Guerrero ging im Süden zum Angriff über, die spanische Oberschicht war haltlos geworden, da die konservativ-absolutistische Strömung keinen Rückhalt mehr durch das Mutterland erfuhr. Apocada befahl dem Oberst Agustín de Iturbide, die Aufständischen im Süden zu bekämpfen. Dieser lief mit seinen Männern zu den Rebellen über und formulierte mit Guerrero im Februar 1821 den Plan von Iguala, nach dem Mexiko eine unabhängige konstitutionelle Monarchie sein sollte. Vizekönig Apodaca sollte die Krone übernehmen, doch er lehnte ab.
Trotz seiner klaren Haltung sahen die Royalisten in Apodaca nicht den Mann, der Iturbide und Guerrero angemessen begegnen würde. In einem Staatsstreich setzte eine Gruppe von Offizieren den Vizekönig ab. Interimistisch sollte Francisco Novella die Führung der Kolonie übernehmen.

### Rückkehr nach Europa
Apodaca reiste nach einer kurzen Station auf Kuba zurück nach Spanien. Nach dem Ende der liberalen Herrschaft und der erneuten Rückkehr zu Ferdinands Absolutismus wurde er 1824 zum Befehlshaber des Ingenieurskorps der spanischen Marine ernannt. Von 1824 bis 1826 amtierte er als Vizekönig von Navarra. 1830 wurde er zum Oberbefehlshaber der Marine ernannt. 1835 starb er in Madrid.